# Eucharia Anunobi
Eucharia Anunobi (Owerri, 25 de mayo de 1965) es una actriz y productora de cine nigeriana, reconocida principalmente por su participación en el largometraje de Michael Ezeanyaeche Abuja Connection. En 2020 fue nominada a los Africa Magic Viewers' Choice Awards en la categoría de mejor actriz de reparto en una película o serie de televisión.

## Biografía
Eucharia nació en Owerri, estado de Imo, y se inscribió en el Institute of Management Technology de Enugu, donde se graduó en comunicaciones. También posee una Licenciatura en Artes de la Universidad de Nigeria en Nsukka.
Obtuvo reconocimiento en su país al participar en la película Glamour Girls en 1994. Desde entonces ha participado en cerca de noventa largometrajes, entre los que destacan Abuja Connection y Letters to a Stranger. Se ha desempeñado además como evangelista en una iglesia de Egbeda, en el estado de Lagos.

## Filmografía
- Small Chops (2020)
- The Foreigner's God (2018)
- Breaking Heart (2009)
- Heavy Storm (2009)
- Desire (2008)
- Final Tussle (2008)
- My Darling Princess (2008)
- Black Night in South America (2007)
- Area Mama (2007)
- Big Hit (2007)
- Bird Flu (2007)
- Confidential Romance (2007)
- Cover Up (2007)
- Desperate Sister (2007)
- Drug Baron (2007)
- Fine Things (2007)
- Letters to a Stranger (2007)
- Sacred Heart (2007)
- Short of Time (2007)
- Sister’s Heart (2007)
- Spiritual Challenge (2007)
- The Trinity (2007)
- Titanic Tussle (2007)
- When You are Mine (2007)
- Women at Large (2007)
- 19 Macaulay Street (2006)
- Emotional Blunder (2006)
- Evil Desire (2006)
- Heritage of Sorrow (2006)
- Joy of a Mother (2006)
- My Only Girl (2006)
- Occultic Wedding (2006)
- Thanksgiving (2006)
- The Dreamer (2006)
- Unbreakable Affair (2006)
- 100% Husband (2005)
- Dangerous Blind Man (2005)
- Dorathy My Love (2005)
- Extra Time (2005)
- Family Battle (2005)
- Heavy Storm (2005)
- Home Apart (2005)
- No Way Out (2005)
- Rings of Fire (2005)
- Second Adam (2005)
- Secret Affairs (2005)
- Shadows of Tears (2005)
- Sins of My Mother (2005)
- The Bank Manager (2005)
- To Love a Stranger (2005)
- Torn Apart (2005)
- Total Disgrace (2005)
- Tricks of Women (2005)
- Unexpected Mission (2005)
- War for War (2005)
- Abuja Connection (2004)
- Deadly Kiss (2004)
- Deep Loss (2004)
- Diamond Lady 2: The Business Woman (2004)
- Expensive Game (2004)
- Falling Apart (2004)
- For Real (2004)
- Home Sickness (2004)
- Last Decision (2004)
- Love & Marriage (2004)
- Miss Nigeria (2004)
- My Own Share (2004)
- Never Say Ever (2004)
- Not By Power (2004)
- Official Romance (2004)
- Price of Hatred (2004)
- The Maid (2004)
- Armageddon King (2003)
- Computer Girls (2003)
- Emotional Pain (2003)
- Expensive Error (2003)
- Handsome (2003)
- Hot Lover (2003)
- Lagos Babes (2003)
- Mother’s Help (2003)
- Reckless Babes (2003)
- Show Bobo: The American Boys (2003)
- Sister Mary (2003)
- Society Lady (2003)
- The Only Hope (2003)
- The Storm is Over (2003)
- What Women Want (2003)
- Evil-Doers (2002)
- Not with my Daughter (2002)
- Orange Girl (2002)
- Death Warrant (2001)
- Desperadoes (2001)
- The Last Burial (2000)
- Benita (1999)
- Heartless (1999)
- Died Wretched (1998)
- Battle of Musanga (1996)
- Back Stabber (1995)
- Nneka the Pretty Serpent (1994)